# In a Violent Nature
In a Violent Nature è un film slasher del 2024 scritto e diretto da Chris Nash. In Italia la pellicola è stata distribuita in direct-to-video.

## Trama
Un gruppo di amici scopre un ciondolo d'oro nei pressi di una torre antincendio abbandonata in un bosco dell'Ontario. Uno di loro, Troy, se lo mette in tasca, noncurante delle storie inquietanti che aleggiano su quel luogo. Pochi istanti dopo, la terra sotto alla torre inizia a muoversi e un essere mostruoso di nome Johnny riemerge. Infuriato, inizia la sua ricerca del medaglione e cammina attraverso i boschi. Si ferma alla vista di una volpe in decomposizione e sente una discussione tra due uomini, uno dei quali ha piazzato le trappole che hanno ucciso la volpe. Johnny si dirige verso una casa ed entra inosservato. Quando vede una collana che scambia per il suo medaglione, ha un breve ricordo di suo padre, che gli donò quel ciondolo appartenuto alla madre. Il proprietario della casa rientra, ma è inorridito alla vista di Johnny e fugge. Nei boschi, rimane intrappolato in una tagliola e viene ucciso da Johnny. Più tardi, Johnny sente un'auto in lontananza e la insegue.
Johnny si avvicina al gruppo di amici seduti attorno a un falò. Uno di loro, Ehren, racconta la storia di Johnny: decenni prima il figlio affetto da ritardo mentale di un commerciante locale, era stato ingannato a salire sulla torre antincendio per recuperare un "sacco di giocattoli", solo per trovare qualcuno che lo aspettava in cima per spaventarlo. Cadde dalla torre e morì, ma i responsabili non vennero mai individuati: il padre stesso, deciso a vendicare il figlio, finì per essere ucciso a sua volta. Secondo la leggenda, due serie di omicidi a decenni di distanza sono attribuiti allo spirito vendicativo di Johnny. Dopo la storia, i ragazzi entrano nella loro baita. Ehren esce per fumare e viene ucciso da Johnny con un coltello da intaglio. Johnny trascina poi il suo corpo a un vicino ufficio dei ranger del parco. Dentro, raccoglie un paio di uncini e un'ascia, e indossa una vecchia maschera da pompiere e abbandona il corpo di Ehren come avvertimento. Il giorno dopo, Johnny incontra Aurora e Brodie su un molo del lago. Brodie vuole nuotare, ma Aurora se ne va a fare yoga. Mentre Brodie nuota nel lago da sola, Johnny si immerge nell'acqua e la annega. Poi insegue Aurora, che si trova in uno spiazzo vicino a un dirupo a fare yoga. Johnny la uccide con i suoi uncini, prima di gettare il suo corpo mutilato giù dal dirupo.
Più tardi, Troy, Colt ed Evan discutono dei loro amici scomparsi e litigano per le chiavi della macchina, che uno lancia nel bosco: Johnny le raccoglie e inizia a giocare con un portachiavi a forma di macchinina mentre Colt e Kris se ne vanno su una quad-bike. Johnny poi uccide Troy ed Evan. Colt e Kris tornano poco dopo, avendo trovato il corpo di Ehren alla stazione dei ranger del parco, ma fuggono alla vista di Johnny. Al calar della notte, Johnny si avvicina alla stazione, dove il ranger sta spiegando a Colt e Kris che il ciondolo—che Kris sta indossando—è ciò che mantiene l'anima di Johnny a riposo e che seppellirlo incatenato presso la torre antincendio è l'unico modo di fermarlo. Il ranger immobilizza momentaneamente Johnny sparandogli con un fucile, ma in un momento di distrazione Johnny prende il sopravvento, eliminando il ranger e mettendo in fuga Colt e Kris. Mentre i giovani fuggono, Johnny fa a pezzi il ranger con un macchinario per tagliare i ceppi di legna.
Più tardi, Colt cerca di distrarre Johnny per intrappolarlo, ma viene ucciso con un colpo di ascia. Kris lascia il medaglione di Johnny appeso a una tanica di benzina e fugge nei boschi. Kris si ferisce accidentalmente una gamba, ma all'alba riesce a zoppicare fino a una strada vicina. Una donna in un pickup si ferma e si offre di portarla in ospedale. Nel tentativo di rassicurare Kris, la donna racconta come suo fratello, un guardiacaccia, sia sopravvissuto all'attacco di un orso in quei boschi decenni prima: l'orso aveva lasciato dietro di sé una scia di animali morti, probabilmente per il solo gusto di ucciderli visto che nessuno sembrava essere stato addentato. La donna nota che l'emorragia di Kris è peggiorata e ferma il veicolo, insistendo per mettere un laccio emostatico intorno alla gamba ferita. Terrorizzata, Kris la supplica di continuare a guidare e scruta nei boschi, aspettando che qualcosa appaia. Altrove, la tanica di benzina abbandonata da Kris è senza il medaglione di Johnny.

## Stile
Slasher sui generis, il film è girato in gran parte seguendo il punto di vista dell'assassino e si avvale di un montaggio lento che comunque riesce a mantenere la tensione a buoni livelli, oltre ad essere totalmente privo di colonna sonora. Le uccisioni, quasi tutte realizzate con effetti analogici, sono estremamente violente e rivelano tutta il sadismo del personaggio di Johnny. Per fisionomia e modus operandi, Johnny è chiaramente ispirato al personaggio di Jason Voorhess: entrambi sono uomini-zombie enormi e mentalmente ritardati, entrambi infestano una foresta, girano mascherati per nascondere le loro sembianze mostruose e mostrano un attaccamento per la loro madre. Inoltre, entrambi possono essere "uccisi" solo in condizioni particolari, non avendo punti deboli strettamente fisici.

## Distribuzione
Il film ha debuttato il 22 gennaio 2024 al Sundance Film Festival, nella sezione "Midnight", per poi uscire in sala negli Stati Uniti il 31 maggio 2024. In Italia il film era inizialmente previsto per uscire nei cinema il 30 settembre 2024 per poi essere stato rimandato al 12 marzo 2025 ed essere distribuito da Blue Swan Entertainment in direct-to-video.

## Accoglienza

### Critica
Su Rotten Tomatoes, il film detiene una percentuale di gradimento dell'81%.